# Cinquième secteur de Marseille
Le Ve secteur de Marseille comprend les 9e et le 10e arrondissements de la ville. Il s'agit du plus grand secteur de la ville en superficie (9e arrondissement = 63,24 km2 + 10e arrondissement = 10,84 km2 = 74,08 km2).

## Histoire

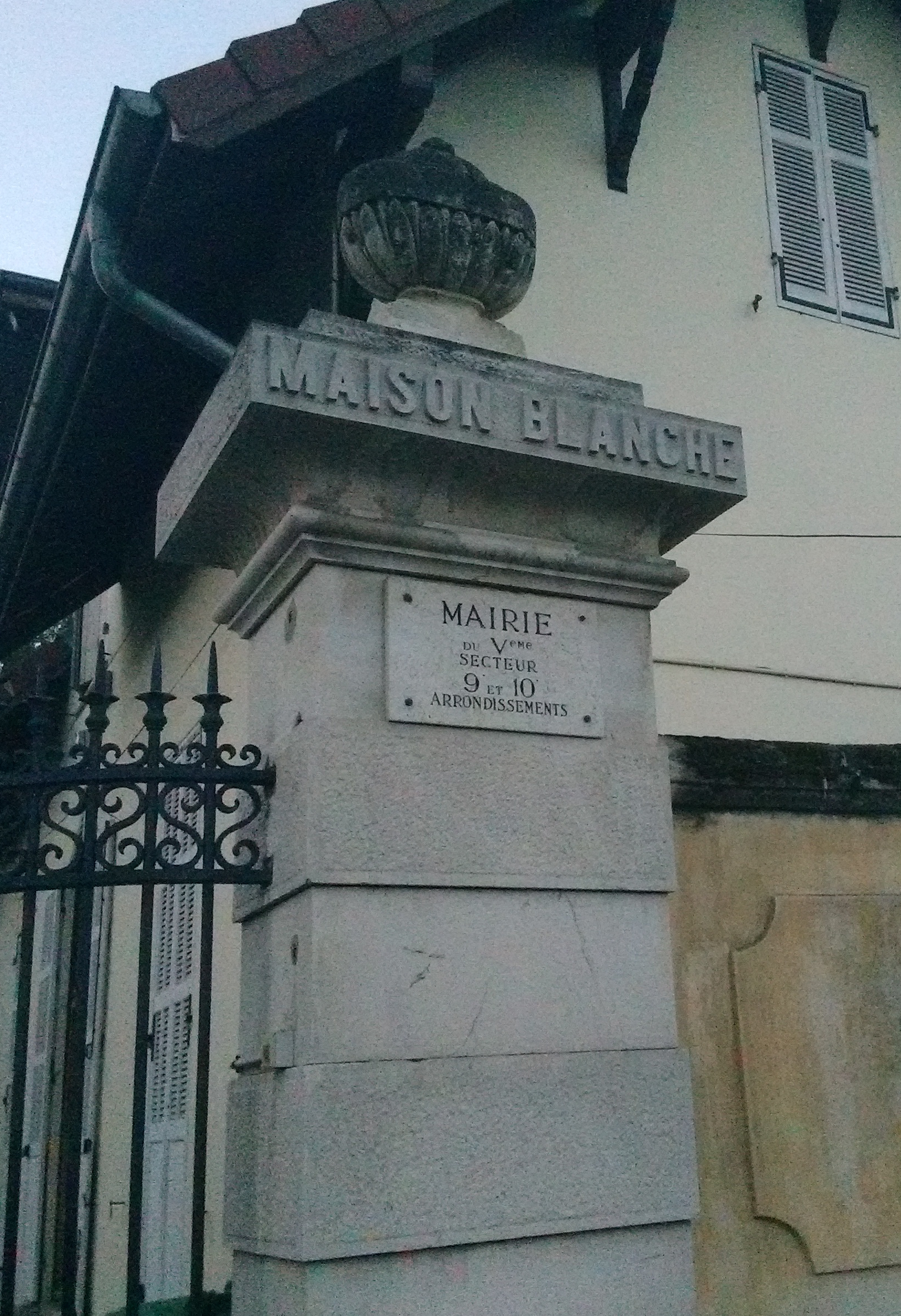
Plaque à l'entrée du parc de la Maison Blanche où se situe la mairie de secteur.

La loi no 75-1333 du 31 décembre 1975 regroupe les arrondissements de Marseille pour l'élection du conseil municipal : le Ve secteur est alors composé des 5e et le 10e arrondissements.
La loi PLM de 1982 dote les secteurs de conseils et maires élus. Le Ve secteur est déplacé vers le sud et ne comprend que le 9e arrondissement.
Les secteurs sont de nouveau redécoupés en 1987 : le Ve secteur prend alors sa composition actuelle avec les 9e et 10e arrondissements.

## Politique
Le conseil du Ve secteur compte 45 membres, dont 15 siègent également au conseil municipal de Marseille.
Le secteur est traditionnellement acquis à la droite.
| Élection | Arrdt.    | Nom                           | Parti | Parti       |
| -------- | --------- | ----------------------------- | ----- | ----------- |
| 1983     | 9e        | Guy Teissier                  |       | UDF-PR      |
| 1989     | 9e et 10e | Charles-Émile Loo             |       | PS diss.    |
| 1995     | 9e et 10e | Guy Teissier                  |       | UDF-PR      |
| 2001     | 9e et 10e | Guy Teissier                  |       | DL puis UMP |
| 2008     | 9e et 10e | Guy Teissier                  |       | UMP         |
| 2014     | 9e et 10e | Lionel Royer-Perreaut         |       | UMP puis LR |
| 2020     | 9e et 10e | Lionel Royer-Perreaut         |       | LR puis RE  |
| 2022     | 9e et 10e | Anne-Marie d’Estienne d’Orves |       | RE          |